# Ella Minnow Pea
Ella Minnow Pea är en roman från 2001 skriven av Mark Dunn. Den fullständiga titeln för den inbundna upplagan är Ella Minnow Pea: a progressively lipogrammatic epistolary fable, medan pocketupplagans titel är Ella Minnow Pea: A Novel in Letters.

## Handling
Handlingen i romanen förmedlas genom brev och anteckningar som skickas mellan bokens olika karaktärer. Boken blir progressivt mer lipogrammatisk — allt fler bokstäver i alfabetet utesluts från karaktärernas skrift ju längre berättelsen fortskrider. I takt med att bokstäverna försvinner blir romanens stavning mer och mer fonetisk och kreativ, och blir därmed allt svårare att tolka.
Romanen utspelar sig på den fiktiva ön Nollop belägen utanför South Carolinas kust. Ön är hem till Nevin Nollop, den påstådda skaparen av det välkända pangrammet "The quick brown fox jumps over the lazy dog". Denna mening är bevarad på en minnesstaty på ön och tas mycket allvarligt av öns regering. Under bokens gång faller plattor med bokstäver från inskriptionen från statyn. För varje bokstav som faller förbjuder regeringen användning av den i både skrift och tal. Ett straffsystem införs, där tredje förseelsen leder till landsförvisning. I slutet av boken har de flesta av öns invånare antingen blivit förvisade eller lämnat ön frivilligt.
Öns högråd blir alltmer obegripligt i takt med att alfabetet minskar, och upphöjer Nollop till gudomlig status. Rådet erbjuder önborna en enda utväg: att motbevisa Nollops allvetenhet genom att frammana ett pangram med 32 bokstäver. Med detta mål i åtanke startas "Enterprise 32", ett projekt som involverar många av bokens huvudkaraktärer. Med endast fem bokstäver kvar (L, M, N, O, och P) upptäcks till slut den eftertraktade frasen av Ella i ett av hennes fars tidigare brev: "Pack my box with five dozen liquor jugs". Rådet accepterar detta och återställer därmed rätten till alla 26 bokstäver för befolkningen.

## Filmatisering
Under mars 2016 tillkännagav Gold Leaf Films att de optionerat filmrättigheterna till Ella Minnow Pea.
I september 2021 rapporterades det att Heather Hemmens skulle regissera och producera filmen i sin regidebut efter ett manus skrivet av Tom Morash. Megan Jordan och M. Elizabeth Hughes är också producenter.